# シュワルベ

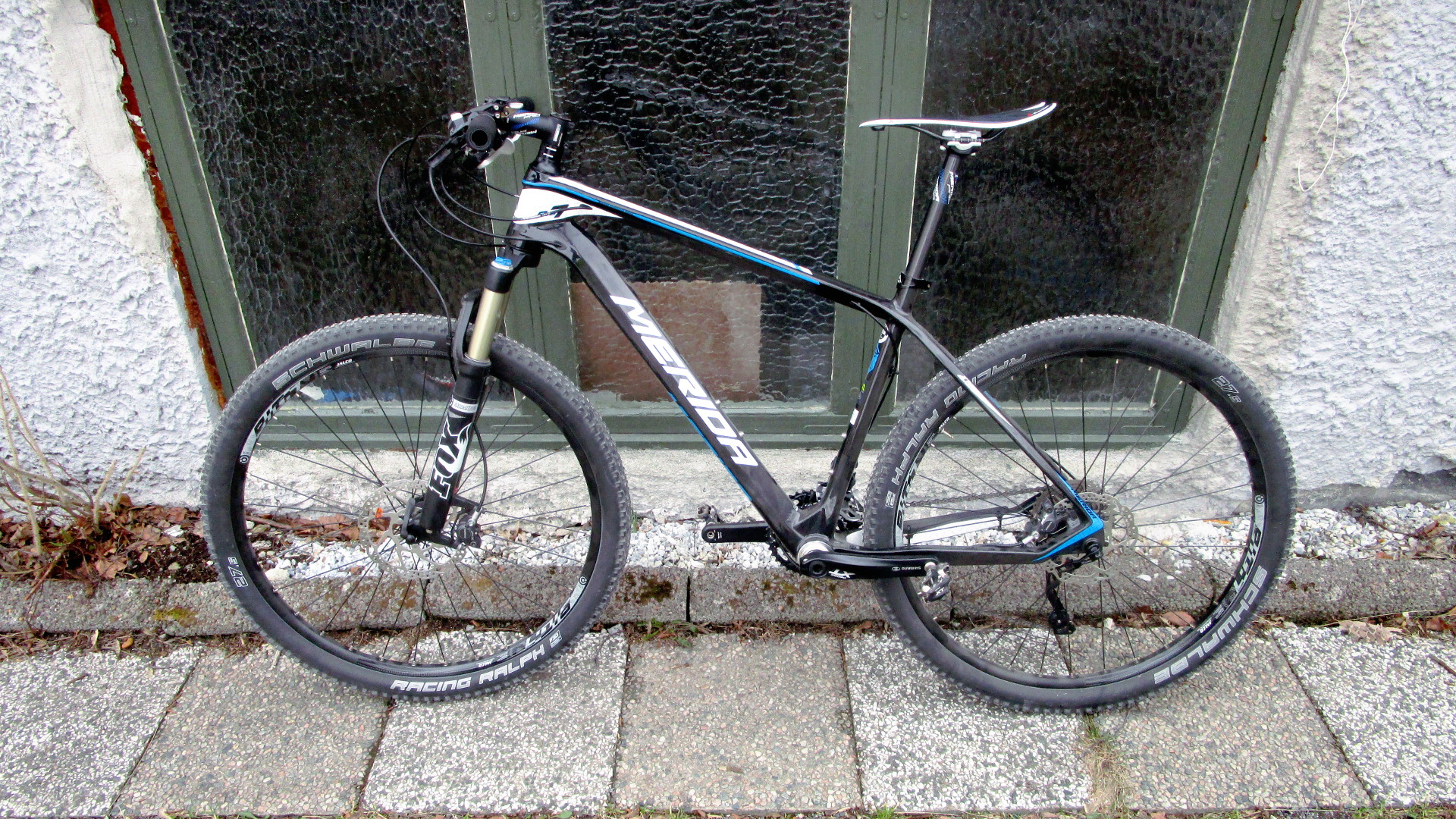
メリダのマウンテンバイクとSchwalbe Racing Ralph 27.5" タイヤ

シュワルベ(ドイツ語: Schwalbe）は、ドイツに本社を置くSchwalbeブランドを展開するオートバイ、自転車、車椅子用タイヤメーカーである。Schwalbe（シュヴァルべ）は、ツバメを意味する。

## 製品の特徴
- 主力のオートバイ用タイヤとしては、オンロード用ラジアルタイヤを除く各種車種向けタイヤを幅広くラインナップしている。とくにビジネスバイク用タイヤやスクーター用小径タイヤを豊富に用意していることが特徴。耐摩耗性を向上させた製品も手がけている。
- 自転車用タイヤとしては一般品のほかロードレーサー用の高品位タイヤも製造する。
- 車いすバスケットボール競技用のハイグリップタイヤも製造する。